# Gottlob! nun geht das Jahr zu Ende
Gottlob! nun geht das Jahr zu Ende (BWV 28) ist eine Kirchen-Kantate von Johann Sebastian Bach. Er komponierte sie 1725 in Leipzig für den Sonntag nach Weihnachten und führte sie am 30. Dezember 1725 erstmals auf.

## Geschichte und Worte
Bach komponierte die Kantate in seinem dritten Amtsjahr in Leipzig für den Sonntag nach Weihnachten. Die vorgeschriebenen Lesungen für den Sonntag waren Gal 4,1–7  und Lk 2,33–40 .
Der Kantatentext ist von Erdmann Neumeister. Im zweiten Satz verwendete er die erste Strophe von Johann Gramanns Choral Nun lob, mein Seel, den Herren (1530), im dritten Satz Jer 1,32-41  und eine Choralstrophe von Paul Eber für den abschließenden Choral. Das Choralthema „Helft mir Gotts Güte preisen“ stammt von einem unbekannten Autor. Neumeister verwendete nicht die Bibellesungen des Tages, sondern verwendete Motive des Dankes für das vergangene Jahr und Erhalt des neuen Jahres.
Bach führte die Kantate am 30. Dezember 1725 erstmals auf.

## Besetzung und Aufbau
Die Kantate ist besetzt mit vier Solisten, Sopran, Alt, Tenor und Bass, vier- bzw. fünfstimmigem Chor, Zink, drei Posaunen, zwei Oboen, einer Oboe d’amore, zwei Violinen, Viola und Basso continuo.
1. Aria (Sopran) „Gottlob! nun geht das Jahr zu Ende“
2. Choral „Nun lob, mein Seel, den Herren“, groß angelegte Choralmotette mit Colla-parte-Instrumentation
3. Recitativo e arioso (Bass): So spricht der Herr
4. Recitativo (Tenor): Gott ist ein Quell
5. Aria duetto (Alt und Tenor): Gott hat uns im heurigen Jahre gesegnet
6. Choral: All solch dein Güt wir preisen